# Ő a megoldás
Az Ő a megoldás (eredeti cím: All about Steve) 2009-ben bemutatott amerikai vígjáték, Kim Barker írásából készült. Rendező Phil Traill. Főszereplők: Sandra Bullock, Bradley Cooper és Thomas Haden Church.

## Cselekmény
Mary Horowitz egy kis helyi lap, a Sacramento Herald rejtvénykészítője. Szülei szerveznek neki egy randevút. Az aktuális áldozat Steve, a CCN operatőre. Miután a kocsiban, a zuhogó esőben (még a szülői ház előtt) elég hamar a lényegre térnek, a légyottot Steve telefonhívása szakítja félbe: munkaügyben Bostonba kell mennie. Steve dilisnek tartja a lányt, így örül, hogy szabadulhat. Ám az udvariasságból elhangzó mondat: "Bárcsak te is velem jöhetnél!" komoly lavinát indít el. Ugyanis Mary szerint Steve az igazi. Így hát utána indul Bostonba és semmi sem állíthatja meg, legyen akár égszakadás, földindulás. Az útközben rájuk törő tornádó sem állítja meg, de az elhagyott és beszakadt bányába neki (is) sikerül beleesnie...

## Szereplők
| Szereplő       | Színész             | Magyar hang        |
| -------------- | ------------------- | ------------------ |
| Mary Horowitz  | Sandra Bullock      | Für Anikó          |
| Steve          | Bradley Cooper      | Rajkai Zoltán      |
| Hartman Hughes | Thomas Haden Church | Haás Vander Péter  |
| Angus          | Ken Jeong           | Bartucz Attila     |
| Howard         | DJ Qualls           | Molnár Levente     |
| Corbitt        | Keith David         | Sótonyi Gábor      |
| Elizabeth      | Katy Mixon          | Bogdányi Titanilla |
| Mr. Horowitz   | Howard Hesseman     | Barbinek Péter     |
| Mrs. Horowitz  | Beth Grant          | Szabó Éva          |
| Norm           | M.C. Gainey         | Orosz István       |
| Soloman        | Holmes Osborne      | Rosta Sándor       |
| Vasquez        | Jason Jones         | Csankó Zoltán      |